# AIDAmar
L'AIDAmar è una nave da crociera della classe Spinx, costruita dalla Meyer Werft per Costa Crociere. È la sesta nave entrata nella flotta dopo AIDAdiva, AIDAbella, AIDAluna, AIDAblu e AIDAsol, e seguita da AIDAstella. È stata consegnata il 3 maggio 2012 e ha preso servizio ad aprile dello stesso anno. Ha una capacità di 2.174 passeggeri.